# Roger Williams

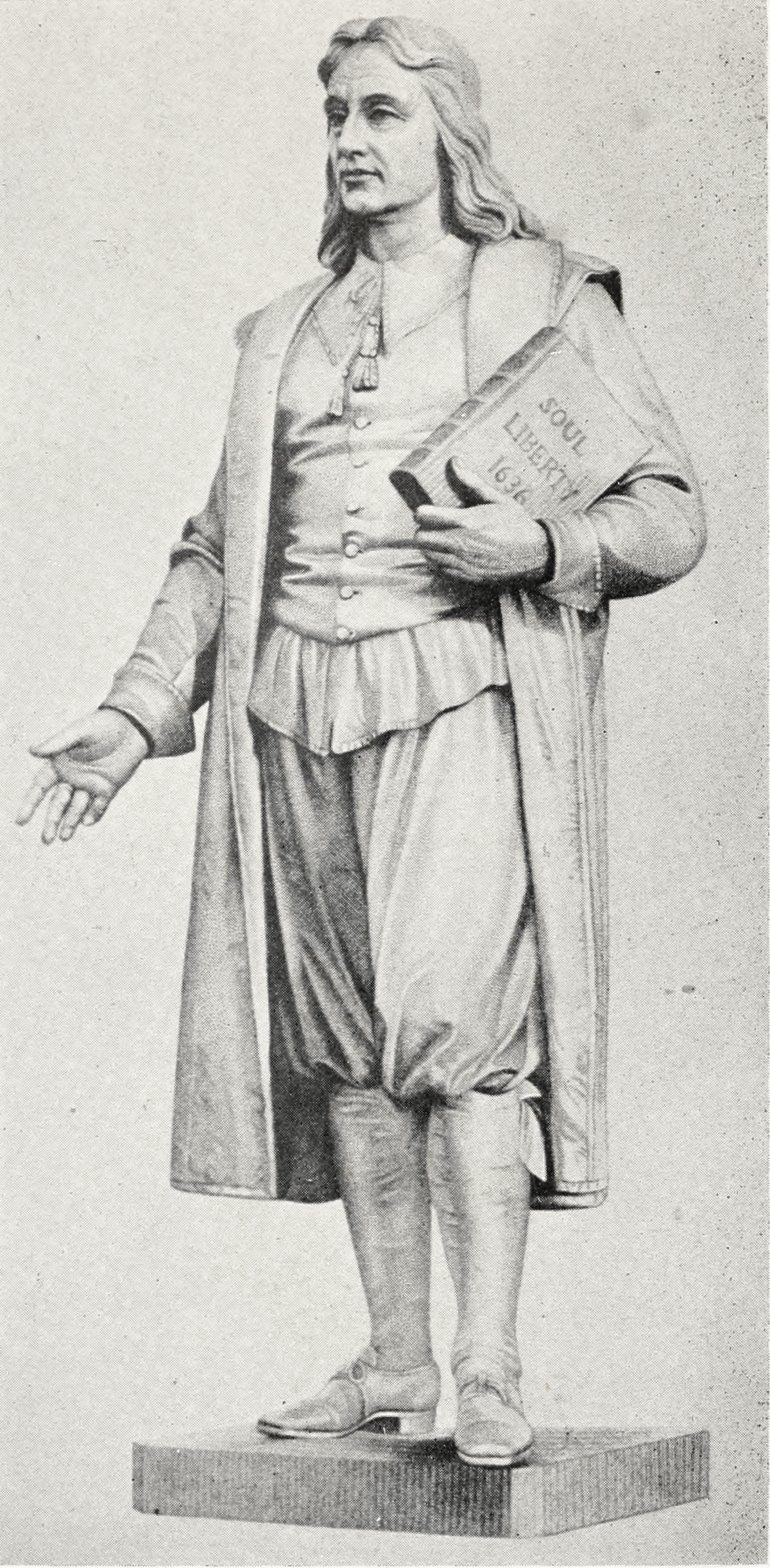
Roger-Williams-Statue in Boston

Roger Williams (* April 1603 in London; † März 1683 in Providence, Rhode Island, heute USA) gilt als Vater des amerikanischen Baptismus, Gründer der Kolonie von Rhode Island, Vorkämpfer der Religionsfreiheit sowie als früher Vertreter der Trennung von Kirche und Staat.

## Anfänge
Nach Abschluss seiner schulischen Ausbildung (1626) studierte Williams Recht und Theologie am Pembroke College. Um 1629 wurde er zum Priester der Church of England geweiht. Er übernahm eine Kaplanei in Essex und heiratete 1629 Mary Barnard (1609–1676). Ende 1630 wanderte er mit ihr nach Amerika aus, wo ihre sechs Kinder geboren wurden.

## Der Bostoner Konflikt
In Boston verdiente er seinen Lebensunterhalt zunächst als Hilfslehrer, kehrte dann aber als Pastor in sein ursprüngliches Arbeitsfeld zurück. Ab 1633 kam es zum Konflikt mit dem örtlichen magistrate. Williams wehrte sich gegen die Einflussnahme staatlicher Stellen auf innerkirchliche Angelegenheiten. Gleichzeitig bestritt er das Recht des Staates, einer bestimmten Kirche besondere Privilegien einzuräumen. Hintergrund dieses Protests war Williams’ Einsicht, dass „keine Kirche für sich beanspruchen kann, die wahre Kirche Christi zu sein“. Daher war Williams sowohl ein Gegner der Stellung der anglikanischen Staatskirche als auch des in Massachusetts herrschenden Puritanismus, obwohl er diesem in anderer Hinsicht theologisch nahestand. Williams galt alsbald als liberal seeker und Separatist. Er wurde 1635 aus Massachusetts verbannt und kurze Zeit später mit Haftbefehl gesucht. Williams entzog sich dem drohenden Gefängnis und der Rückführung nach England durch eine Flucht an die Narragansett Bay, wo er 1636 eine Niederlassung gründete, die zum Ausgangspunkt des US-amerikanischen Bundeslandes Rhode Island wurde. Seine Niederlassung nannte Williams Providence in „Erinnerung an Gottes gnädige Vorsehung“ (engl.: providence) in Williams’ Verfolgungsnöten.

## Gründung der ersten amerikanischen Baptistengemeinde und des Staates Rhode Island

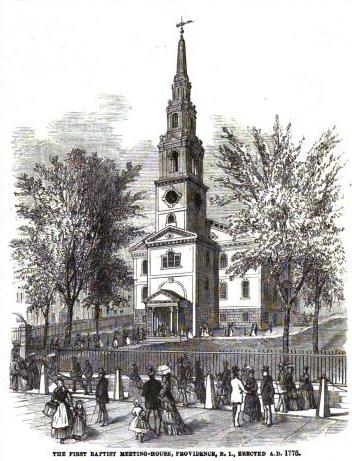
Die erste Baptistenkirche in Amerika. Williams hat die Glaubensgemeinschaft im Jahre 1638 mitbegründet.

1639 ist Williams unter den Gründungsmitgliedern der ersten amerikanischen Baptistengemeinde zu finden. Im gleichen Jahr ließ er sich als Erwachsener taufen. Glaubens- und Religionsfreiheit gehörten zu den Grundstatuten dieser Gemeinde und wurden richtungsweisend in der Entwicklung des Baptismus. Um die Unabhängigkeit seiner Ansiedlung und die Religionsfreiheit zu sichern, reiste Williams 1643 nach England und ließ sich dort seinen Landerwerb mittels eines Patents bescheinigen. Nach seiner Rückkehr entwarf er eine Verfassung für Rhode Island, in der zum ersten Mal in der Geschichte die völlige Trennung von Staat und Kirche verankert war. Diese Verfassung wurde nach anfänglichen Schwierigkeiten angenommen. 1644 argumentierte Williams in The Bloody Tenent, dass Jesus zwischen dem politischen und dem religiösen Bereich differenzierte, im Unterschied zum mosaischen Gesetz. Der Staat müsse den Einzelnen, das Eigentum und den Frieden schützen. Die Kirche hingegen befasse sich mit geistlichen Dingen. Williams verknüpfte die von den separatistischen Kongregationalisten der Plymouth Colony und den Puritanern der Massachusetts Bay Colony geschaffene repräsentative Demokratie mit der Glaubens- und Gewissensfreiheit. Alle erwachsenen Männer hatten das Wahlrecht, unabhängig von ihrer Zugehörigkeit zu einer Kirche.

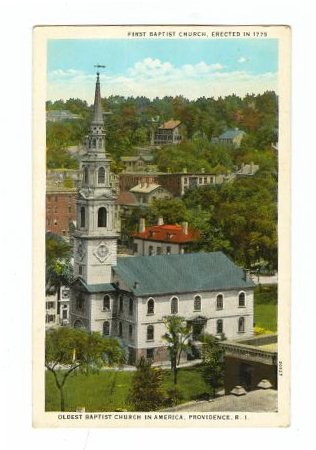
Historische Ansichtskarte des First Baptist Meetinghouse, Providence, erbaut 1774/75.

Williams wurde 1654 zum Präsidenten des neuen Staates gewählt. Er sorgte für den inneren Aufbau des Landes und für die Aufnahme der vor allem wegen ihrer pazifistischen Gesinnung verfolgten Quäker. Ein besonderes Anliegen war Williams die Missionierung der Indianer. Auch hier achtete er auf die Glaubens- und Gewissensfreiheit. Mission im biblischen Sinne war für Williams das Angebot des Evangeliums. Ob dieses Angebot angenommen wurde, lag in der Freiheit derer, an die das Angebot adressiert war. Wichtige Grundlage der unter Williams’ Einfluss begonnenen Indianermission waren seine Schriften, in denen er in die Sprache und Kultur der Indianer eine Einführung gab.
Theologisch stand Williams den arminianischen General Baptists nahe, welche im Gegensatz zu den Particular Baptists die Prädestinationslehre von Calvin ablehnten und alle Menschen für erlösungsfähig hielten. Er verließ die von ihm mitbegründete baptistische Gemeinde nach wenigen Monaten und blieb bis zu seinem Tod 1683 ein nicht kirchlich gebundener Christ und Seeker, der davon ausging, dass keine bestehende Kirche für sich in Anspruch nehmen könne, die wahre Kirche zu sein. Er unterhielt aber bis an sein Lebensende freundschaftliche Beziehungen zu den Baptisten. Williams dürfte neben Baruch Spinoza einer der ersten Menschen in der westlichen Welt gewesen sein, für die ein Leben außerhalb einer organisierten religiösen Gemeinschaft möglich war.
Trotz seines Engagements im kirchlichen Bereich und seiner tiefen Frömmigkeit war Williams wohl mehr Anthropologe, Staatsphilosoph und Politiker als Theologe. Sein Denken war aber tief durch die biblische Tradition, wie sie Martin Luther und Johannes Calvin verstanden, geprägt. Auch seine Begründung der Glaubens- und Gewissensfreiheit war theologischer Art. Die durch Gott in Christus geschehene Erwählung und Erlösung schließt eine Einflussnahme weltlicher Autoritäten aus, eine Folgerung aus Luthers Zwei-Reiche-Lehre. Williams hatte eine starke und nachhaltige Wirkung auf die amerikanische Geschichte, insbesondere im Hinblick auf die Entwicklung der Demokratie und das fundamentale Menschenrecht der Glaubens- und Gewissensfreiheit. Seine Metapher wall of separation, „Trennwand“, mit der er die Trennung von Staat und Kirche beschrieb, wurde im 18. Jahrhundert von Thomas Jefferson, dem Autor der Unabhängigkeitserklärung der Vereinigten Staaten, übernommen.

## Schriften
Williams Karriere als Schriftsteller begann mit einem Sprachführer der Narragansett-Sprache (A Key into the Language of America, „Ein Schlüssel zur Sprache Amerikas“, London 1643), geschrieben während seiner ersten Reise nach England. Seine nächste Veröffentlichung war Mr. Cotton’s Letter lately Printed, Examined and Answered („Herrn Cottons Brief kürzlich gedruckt, geprüft und beantwortet“, London 1644), eine Erwiderung auf eine Streitschrift von John Cotton.
The Bloody Tenent of Persecution, for Cause of Conscience („Das blutige Prinzip der Verfolgung aufgrund des Gewissens“, London 1644) folgte bald. Dies ist sein bekanntestes Werk, eine vehemente Verteidigung des Grundsatzes der absoluten Freiheit des Gewissens. Es ist in Form eines Dialogs zwischen Wahrheit und Frieden verfasst und veranschaulicht die Durchschlagskraft seines Stils.
Im selben Jahr erschien ein anonymes Pamphlet in London, welches Williams zugeschrieben wird, „Befragungen der höchsten Überlegung“ an „alle Unabhängigen“, Diese Unabhängigen waren Mitglieder der Westminstersynode, deren Apologetischer Bericht einen Weg zwischen extremem Separatismus und Presbyterianismus zu finden suchte, und ihre Verordnung war die Annahme des Staat-Kirche-Modells der Massachusetts Bay. Williams griff ihre Argumente an, weil er fand, dass dieses Modell die Freiheit des Gewissens verletzte.
Während seines zweiten Besuchs in England 1652, veröffentlichte Williams The Bloody Tenent yet more Bloody („Das blutige Prinzip noch blutiger“, London 1652). Diese Arbeit wiederholt erneut und erweitert die Argumente aus dem „Blutigen Prinzip“, hatte jedoch den Vorteil als Antwort geschrieben worden zu sein auf Cottons aufwendige Verteidigung der Verfolgung in Neuengland, „Eine Antwort auf Herrn Williams Prüfung“.
Die John-Carter-Brown-Bibliothek der Brown University beherbergt seit langem einen 234-seitigen Band, bezeichnet als „Roger Williams’ Buch der Geheimnisse“. Die Ränder dieses Buches sind mit verschlüsselten handschriftlichen Anmerkungen gefüllt, von denen angenommen wird, die Arbeit von Roger Williams zu sein. 2012 gelang es dem Studenten Lucas Mason-Brown, diesen Kode zu entschlüsseln und er deckte damit überzeugende historische Beweise auf, welche die Autorschaft Roger Williams belegen. Übersetzungen offenbaren Abschriften eines geografischen Textes, eines medizinischen Textes und ungefähr zwanzig Seiten von Originalnotizen, die sich der Frage der Säuglingstaufe annehmen. Mason-Brown hat inzwischen weitere Schriften von Williams entdeckt, die an den Rändern einen separaten Kode einer seltenen Ausgabe der Eliot Indian Bible, einer Bibelübersetzung von John Eliot in die Massachusett-Sprache, gebrauchen.
Ein Band seiner Briefe ist in der Narragansett-Club-Edition enthalten, ein weiterer Band wurde von J. R. Bartlett 1882 ediert.

## Indianische Sprache und Kultur
Williams beabsichtigte, Missionar bei den Indigenen zu werden, und begann ihre Sprache zu lernen. Er studierte ihre Sprache, Sitten, Religion, Familienleben und andere Aspekte ihrer Welt. Infolgedessen erlernte er ihre Sicht auf die Kolonisation und entwickelte eine tiefe Wertschätzung von ihnen als Menschen. Er schrieb sein A Key Into the Language of America, eine Art Sprachführer der Narragansett-Sprache, verbunden mit Beobachtungen über das Leben und die Kultur, als eine Hilfe für die Kommunikation mit den Indianern. Darin behandelte er alles von Begrüßungen im ersten Kapitel bis zu Tod und Begräbnis in Kapitel 32. Das Buch bemühte sich, die Engländer zu belehren, die sich den Indigenen weit überlegen glaubten. Immer wieder wies er darauf hin, dass die Indianer genauso gut seien wie die Engländer, in mancher Hinsicht sogar überlegen.

“Boast not proud English, of thy birth & blood; /
Thy brother Indian is by birth as Good. /
Of one blood God made Him, and Thee and All, /
As wise, as fair, as strong, as personal.”

„Rühme dich nicht stolzer Engländer, deiner Geburt und deines Blutes; /
Dein Bruder, der Indianer ist durch Geburt genauso gut. /
Von einem Blut machte Gott ihn und dich und alle, /
So klug, so gerecht, so stark, so persönlich.“

Nachdem er ihre Sprache und Sitten gelernt hatte, gab Williams die Idee auf, Missionar zu sein, und taufte keinen einzigen Indianer. Er wurde von den Puritanern streng kritisiert, weil er gescheitert sei, die Eingeborenen zu christianisieren, aber Williams war zu der Überzeugung gelangt, dass keine gültige Kirche existiert. Er sagte, er hätte das ganze Land taufen können, aber es wäre heuchlerisch und falsch gewesen. Williams bildete feste Freundschaften und entwickelte tiefes Vertrauen zu den Indigenen, vor allem zu den Narraganset. Aufgrund seiner andauernden Vermittlung und Verhandlungen war er in der Lage, in Rhode Island den Frieden zwischen Indianern und Engländern für fast 40 Jahre zu sichern. Zweimal übergab er sich selbst den Indianern als Geisel, um die sichere Rückkehr eines großen Häuptlings (Sachem) von der Vorladung zu einer Gerichtsverhandlung zu garantieren: Pessicus im Jahr 1645 und Metacomet 1671. Er wurde mehr als jeder andere Engländer von den Indigenen als vertrauenswürdig angesehen. Zuletzt wurde der King-Philips-Krieg, der Aufstand der Indianer von 1675–1676, eines der bittersten Ereignisse in seinem Leben, durch das seine Bemühungen mit dem Niederbrennen von Providence – einschließlich seines eigenen Hauses – im März 1676 endeten.

## Tod

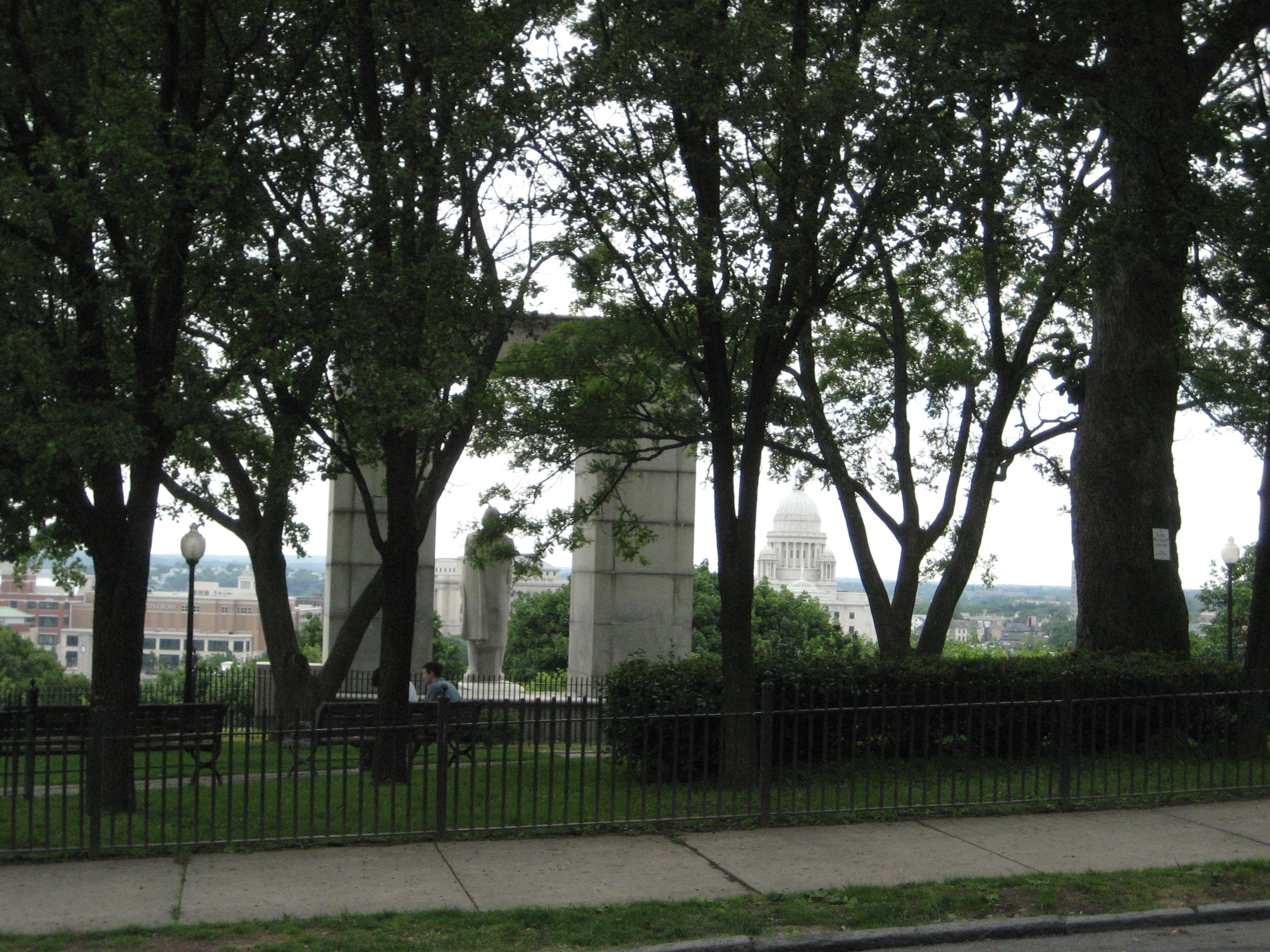
Williams’ letzte Ruhestätte in Prospect Terrace Park

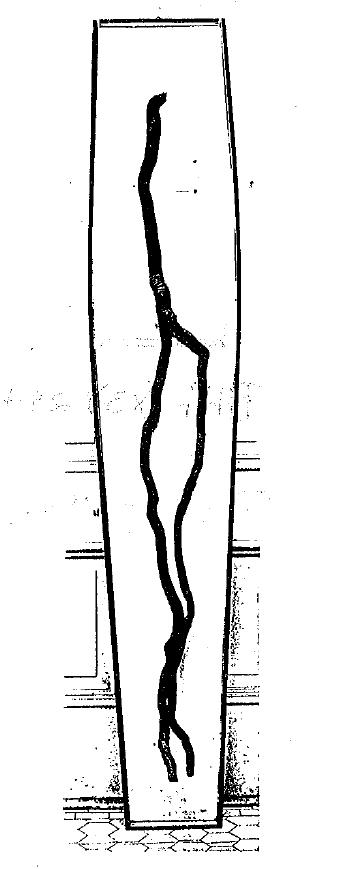
Die „Roger-Williams-Wurzel“ in der Sammlung der Historischen Gesellschaft Rhode Islands

Williams starb zwischen Januar und März 1683 und wurde auf seinem eigenen Grundstück begraben. Fünfzig Jahre später war sein Haus in den Keller eingestürzt und die Lage seines Grabes war vergessen worden. Im Jahr 1860 bemühte sich Zachariah Allen, die sterblichen Überreste ausfindig zu machen, fand aber nichts. Am Ort, wo Allen das Grab vermutete, fand er unter anderem die Wurzel eines Apfelbaums. Überreste aus dem Loch wurden in dem Mausoleum der Familie Randall auf dem North Burial Ground in Providence abgelegt. In Erwartung des 300. Jahrestages der Gründung von Providence wurden die Überreste aus dem Mausoleum in eine Urne geborgen und bei der Historischen Gesellschaft von Rhode Island verwahrt, bis ein Denkmal in Prospect Terrace Park in Providence errichtet wurde. Die Beisetzung des „Staubes aus dem Grab Roger Williams“ fand erst 1939 statt, als die Arbeitsbeschaffungsbehörde WPA das Denkmal fertigstellen ließ. Die Apfelbaumwurzel wird nun als eine Kuriosität angesehen und von der Historischen Gesellschaft im John-Brown-Haus aufbewahrt.

## Rezeption
Williams wurde als ein amerikanischer Held betrachtet, seitdem die Puritaner seiner eigenen Zeit nicht mehr die historischen Interpretationen dominierten. Seine Verteidigung der amerikanischen Ureinwohner, seine Anschuldigung, dass die Puritaner die „Übel“ der Anglikanischen Kirche nur wiederholten, und seine Leugnung der Autorität des Königs zur Gewährung von Urkunden für die Kolonien brachten ihn im Laufe seines Lebens in den Mittelpunkt fast jeder theologischen und politischen Debatte. Trotzdem galt er zur Zeit der amerikanischen Unabhängigkeit als ein Verteidiger der religiösen Freiheit und wurde weiterhin von Generationen von Historikern gelobt, die oft ihre Interpretation seiner Periode als Ganze änderten. Historiker waren nicht im Stande, sich Williams in angemessener Weise anzunähern, weil er ungewöhnlich, überaus produktiv und vage war.
Moore (1963) folgte der „negativen“ Annäherung von orthodoxen puritanischen Schriftstellern (William Bradford, John Winthrop, Thomas Morton, Cotton Mather, Anne Hutchinson, Winsor und Dexter), der „romantischen“ Annäherung (George Bancroft, Vernon Parrington, Ernst und Brockunier), sowie der „realistischen“ Annäherung (Backus, H. Richard Niebuhr, Roland Bainton und Hudson) – und betrachtete die Arbeit von Mauro Calamandrei, welchem Perry Miller und Ola Winslow nachfolgten, als ausschlaggebend. Die realistischen Schriftsteller schufen eine Synthese der früheren Interpretationen.

“The Pilgrims and the Puritans came to America seeking religious freedom for themselves. Roger Williams arrived seeking liberty of conscience for all: Protestant and Catholic, Jew and Muslim, unbeliever and pagan.”

„Die Pilgerväter und Puritaner sind nach Amerika gekommen, um religiöse Freiheit für sich zu suchen. Roger Williams kam nach Amerika und suchte Gewissensfreiheit für uns alle: Protestanten, Katholiken, Juden, Moslems, Ungläubige und Heiden.“

### Ehrungen und Gedenkstätten
- Roger Williams’ Ehrenmal befindet sich auf dem Green-Wood-Friedhof in Brooklyn, N. Y.[18]
- Das Roger Williams National Memorial, gegründet im Jahr 1965, ist ein Park in der Innenstadt von Providence.
- Roger Williams Park in Providence samt Roger Williams Park Zoo sind zu seinen Ehren benannt.
- Die Roger Williams University in Bristol ist nach ihm benannt.
- Ein Speisesaal an der Universität von Rhode Island trägt seinen Namen. Heute wird er liebevoll als Rojo’s bezeichnet.
- Am Green-Lake-Konferenz-Zentrum (Amerikanische Baptisten), gegründet im Jahre 1943 in Green Lake, wurde das Hauptgebäude „Roger Williams Inn“ getauft.
- Roger Williams wurde 1872 ausgewählt, Rhode Island in der National Statuary Hall Collection im Kapitol zu repräsentieren.
- Roger Williams ist mit anderen prominenten Reformern auf dem Internationalen Denkmal der Reformation in Genf dargestellt.

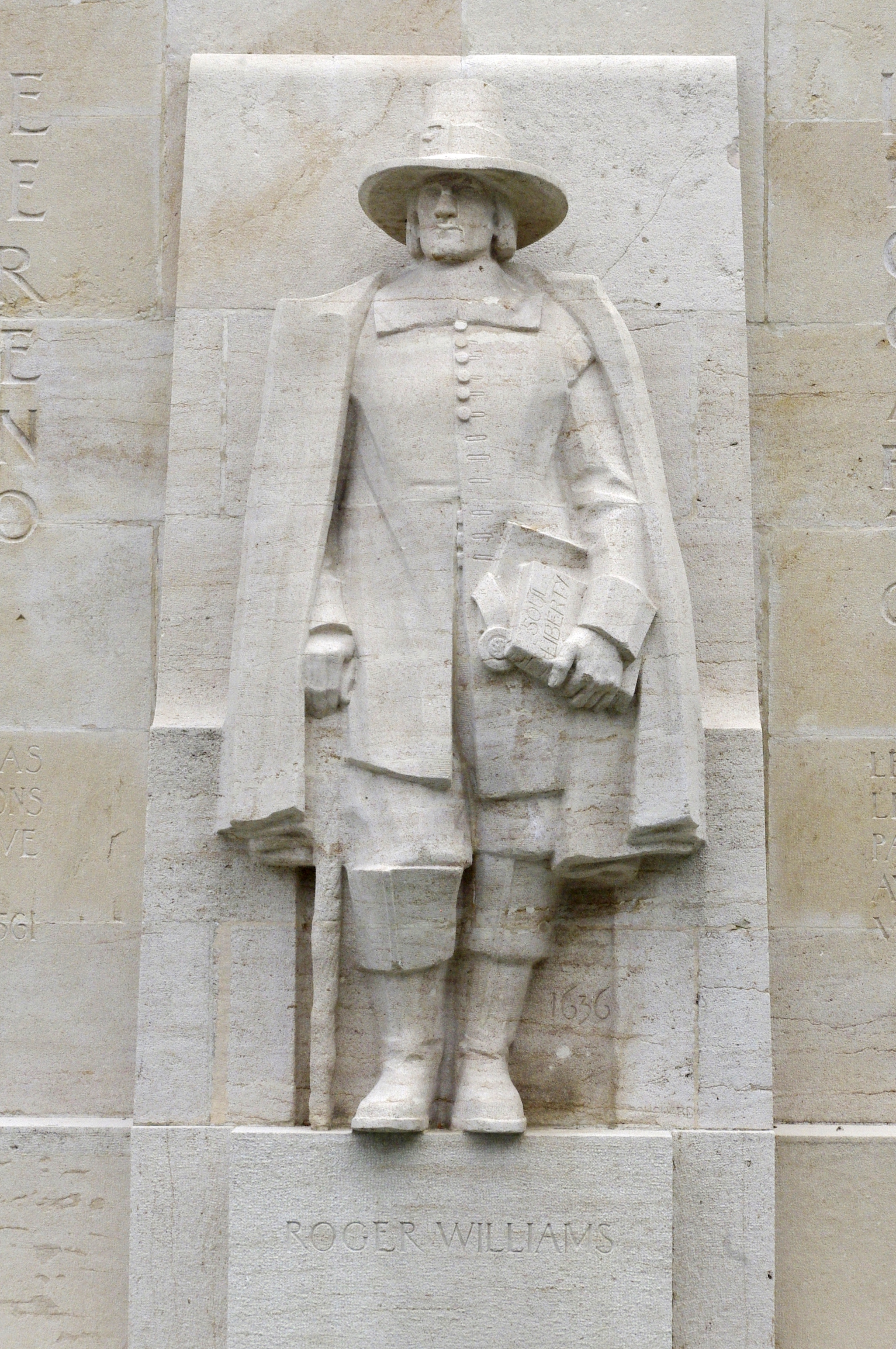
Roger Williams, Statue am Reformationsdenkmal in Genf

- Das Album The Bloudy Tenent Truth Peace von Slim Cessna’s Auto Club macht eine Anspielung auf Roger Williams’ Buch, und enthält He, Roger Williams, ein Lied, das ihm als Gründer der ersten Baptistenkirche in Amerika gewidmet ist.
- Williams wird zusammen mit Anne Hutchinson am 5. Februar in der Liturgie der Episkopalkirche der Vereinigten Staaten von Amerika geehrt.

## Werke
- A Key into the Language of America. London 1643[L 2]
- The Bloudy Tenent of Persecution for Cause of Conscience. London 1644[L 3][L 4]
- Queries of Highest Consideration. 1644[L 1]
- Experiments of Spiritual Life and Health. London 1652
- The Hireling Ministry None of Christ’s. London 1652
- The Bloody Tenent yet More Bloody. London 1652[L 5][L 6]
- Experiments of Spiritual Life and Health, and their Preservatives. London 1652[L 7]
- George Fox Digged out of his Burrowes. Boston 1676
- Narragansett Club / Perry Miller (Hrsg.): The Complete Writings of Roger Williams, 7 Bände; Bde. 1–6: 1866–1874, Bd. 7: 1963
- The Correspondence of Roger Williams. 2 Bde., herausgegeben von Glenn W. LaFantasie, Rhode Island Historical Society, 1988.